# Leskeaceae
Leskeaceae er en familie af mosser med 21 slægter.
Arterne i denne familie har ofte stængler med parafyllier. Bladene er hule, ved tørt vejr tiltrykt stænglen og ved fugtigt vejr mere eller mindre udstående. Seta er lang.
| Slægter |

I Danmark findes kun arter fra slægterne Leskea (Lærkemos) og Leskeella (Mørkmos)
.
- Claopodium
- Fabronidium
- Haplocladium
- Hylocomiopsis
- Leptocladium
- Leptopterigynandrum
- Lescuraea

- Leskea
- Leskeadelphus
- Leskeella
- Lindbergia
- Mamillariella
- Orthoamblystegium
- Platylomella

- Pseudoleskea
- Pseudoleskeella
- Pseudoleskeopsis
- Ptychodium
- Rigodiadelphus
- Rozea
- Schwetschkea